# DYNLT3
DYNLT3 (англ. Dynein light chain Tctex-type 3) – білок, який кодується однойменним геном, розташованим у людей на X-хромосомі. Довжина поліпептидного ланцюга білка становить 116 амінокислот, а молекулярна маса — 13 062.
| 10         |  | 20         |  | 30         |  | 40         |  | 50         |
| ---------- |  | ---------- |  | ---------- |  | ---------- |  | ---------- |
| MEEYHRHCDE |  | VGFNAEEAHN |  | IVKECVDGVL |  | GGEDYNHNNI |  | NQWTASIVEQ |
| SLTHLVKLGK |  | AYKYIVTCAV |  | VQKSAYGFHT |  | ASSCFWDTTS |  | DGTCTVRWEN |
| RTMNCIVNVF |  | AIAIVL     |  |            |  |            |  |            |

A: Аланін

C: Цистеїн

D: Аспарагінова кислота

E: Глутамінова кислота

F: Фенілаланін

G: Гліцин

H: Гістидин

I: Ізолейцин

K: Лізин

L: Лейцин

M: Метіонін

N: Аспарагін

Q: Глутамін

R: Аргінін

S: Серин

T: Треонін

V: Валін

W: Триптофан

Кодований геном білок за функцією належить до білкових моторів. 
Задіяний у таких біологічних процесах, як транспорт, клітинний цикл, поділ клітини, мітоз. 
Локалізований у цитоплазмі, цитоскелеті, ядрі, хромосомах, центромерах, кінетохорі.